# A boldogító talán
A boldogító talán (Made of Honor) egy 2008-as amerikai filmvígjáték Patrick Dempsey és Michelle Monaghan főszereplésével. A filmben Sydney Pollack utolsó szerepében látható.
Bemutatója Észak-Amerikában 2008. május 2-án volt, Magyarországon június 19-én került a mozikba.

## Cselekménye
|  | Alább a cselekmény részletei következnek! |

Tom Bailey sikeres és szerencsés a nőknél, akik gyakran váltják egymást hálószobájában. Legjobb barátja Hannah, akit a főiskolán ismert meg, Skóciába utazik üzleti útra, s távollétében Tom üresnek érzi életét – ráébred, hogy ő az, akire igazán szüksége van. Úgy dönt, ha a lány visszatér hat hét múlva, megkéri a kezét. Ám Hannah nem várt meglepetéssel érkezik haza: egy előkelő férfi eljegyezte őt, s tervei szerint Skóciába fog költözni. Felkéri Tomot, hogy legyen a „nyoszolyólánya”, amire a férfi igent mond, remélve, hogy így az együtt töltött idő alatt elejét veheti az esküvőnek és visszanyerheti Hannah-t.
|  | Itt a vége a cselekmény részletezésének! |

## Szereplők
| Karakter            | Színész           | Magyar hang   |
| ------------------- | ----------------- | ------------- |
| Thomas `Tom` Bailey | Patrick Dempsey   | Rajkai Zoltán |
| Hannah              | Michelle Monaghan | Horváth Lili  |
| Colin McMurray      | Kevin McKidd      | Stohl András  |
| Felix               | Kadeem Hardison   | Varga Gábor   |
| Dennis              | Chris Messina     | Bozsó Péter   |
| Gary                | Richmond Arquette | Kardos Róbert |
| Melissa             | Busy Philipps     | Hámori Eszter |
| Stephanie           | Whitney Cummings  | Huszárik Kata |
| Hilary              | Emily Nelson      | Kokas Piroska |
| Joan                | Kathleen Quinlan  | Vándor Éva    |
| Pearl nagyi         | Selma Stern       | Várnagy Kati  |
| Thomas Bailey, Sr.  | Sydney Pollack    | Forgács Gábor |
| Foote atya          | James Sikking     | Szokolay Ottó |
| Rövidnadrágos fickó | Kevin Sussman     | Bódy Gergely  |
| Gloria              | Beau Garrett      |               |
| Colin anyja         | Hannah Gordon     | Andresz Kati  |
| Colin apja          | Iain Agnew        |               |
| Minna néni          | Myra McFadyen     | Bókai Mária   |

## Bemutató
A boldogító talánt Észak-Amerikában eredetileg az R kategóriába (17 éven aluliaknak csak felnőtt kísérettel) sorolta az MPAA szexuális tartalma miatt, azonban az alkotók ennek hatására megvágták a filmet, hogy elérjék a kedvezőbb, szélesebb közönséget biztosító PG-13-as kategóriát.

## Megjelenése
A film DVD-n 2008. szeptember 16-án jelent meg.

### Kritikai visszhang
A filmet túlnyomó részt negatív véleményekkel illették az amerikai újságírók. A Rotten Tomatoes oldalán olvasható 116 visszajelzésből csupán 14% pozitív kicsengésű. A végső ítélet szerint „Patrick Dempsey és Michelle Monaghan alakítása sem képes megmenteni ezt a felejthető, sablonos »csajfilmet« a humorbeli hiányosságoktól.”

### Bevételek
Nyitóhétvégéjén a film 14,8 millió dollárt keresett 2729 filmszínházból az Egyesült Államokban és Kanadában, második helyen befutva A Vasember mögött. 2008 július közepéig világszerte 106 millió dollárt gyűjtött – 46 milliót hazájában és 60 milliónak megfelelő összeget a többi országban.